# 三軒長屋
『三軒長屋』（さんげんながや）は落語の演目の一つ。原話は中国の明代に書かれた笑話本『笑府』第六巻・殊稟部の「好静」。

## あらすじ
舞台は三軒続きの長屋。住んでいるのは、向かって右端が鳶頭(とびがしら)の政五郎、左端が「一刀流」の看板を掲げて剣術道場を開いている楠運平橘正国（くすのき　うんぺい　たちばな　の　まさくに）という浪人。この二人に挟まれて住んでいるのが、事件の引き金となる高利貸し・伊勢屋勘右衛門のお妾さんである。
ある日お妾、勘右衛門に「両隣がうるさくって血のぼせがするから引っ越したい」とせがむ。鳶頭の家では日ごろから荒っぽい若い者が出入りして、酒を飲んでは大騒ぎ、時期となると朝から木遣りの稽古を始めてやかましい。対する剣術の先生宅は、大勢の門弟が明け暮れ稽古、これまたうるさいことこの上ない。
たかが喧騒に負けて引っ越すのも馬鹿らしい、と勘右衛門、長屋そのものが彼の家質となっていることを利用し、抵当流れとなったら両隣の借り主を追い出して長屋を一軒の妾宅にするつもりだから、と妾に話す――この目論見で妾をなだめているところを聞いたこの家の女中、井戸端で話してしまったおかげで計画は筒抜け。
怒ったのが鳶頭のかみさんで、「家主ならともかく、伊勢屋の妾ごときに店立てされるなんて! あたしは嫌だよ!」と亭主を焚きつける。
鳶頭、少し考えていたが、翌朝になると羽織をしょって楠運平先生の道場へ赴き「かくかくしかじか」とご注進。
「何と!?　あの薬缶頭が店立てを迫っておる、と?」
激上、「門弟一同率いて勘右衛門と一戦に及ばん、まずは勘右衛門方へ地雷火を仕掛け……」と息巻く楠先生をなだめた鳶頭、何やらヒソヒソと耳打ち。
翌日、伊勢屋に現れた楠先生「拙者、道場が手狭になった故、転居をいたすことに相成り申した」
しかれど懐が厳しいため、費用捻出を目的に千本試合を催すことにしたという。他流・多門の剣客が集まり、金を出して試合をする。それを集めて転居費用とするという。
「本来は竹刀での勝負でござるが、意趣遺恨のある場合は真剣勝負もござるゆえ、首の二つや三つ、腕の五本や六本はお宅に転げ込むかもしれませぬ……その時はどうぞご容赦を」
話を聞いた勘右衛門、震え上がって「引っ越しの金をお出ししますから、試合はどうかご勘弁を」と平身低頭。
五十両を受け取った楠先生が引き上げると、入れ違えに伊勢屋に現れたのは鳶頭。
「引っ越すことになったんですがね、金がねぇんで花会を開こうかと思うんですよ」
宴会には酒が付き物。ただでさえ気性の荒い若い者どもが、酒を飲んだらどういうことになるか。
「気をつけはしますがね、何しろ、肴に鮪の刺身を出すんで、おあつらえ向きに包丁があるじゃありませんか。斬り合いになって首の二十や三十……」
勘右衛門は、脅かしてもだめだよ、引っ越し料が欲しいのなら正直にそう言えと、また五十両。帰ろうとする鳶頭に、勘右衛門「そう言えば、剣術の先生も同じような事を言っていたんだよ。お前さん方、いったいどこへ越すんだい？」と尋ねると、
「へえ、あっしが先生のところへ越して、先生があっしのところへ」

## 解説
高利貸しの悪だくみを、鳶頭の大掛かりな奇策が退ける快作。人物の出入りが多いため、よほどの実力者でないと演じ切る事ができない大作である。
原話の「好静」は、二件の鍛冶屋に挟まれた『静寂を好む人物』が、お金の代わりに御馳走をする話。日本に入って1826年（文政9年）に『是はもつとも』という題で笑話本に収録され、現在の形に近くなった。
面白い筋立てが気に入られたのか、1905年（明治38年）に、8代目 市川八百蔵の主演で歌舞伎化された。
近代の名人と言われる4代目橘家圓喬が得意とした演目である。

## 志ん生の「三軒長屋」
5代目古今亭志ん生の高座は山場が多く、喧嘩の手打ち式で語られる「獅子舞をやった時の失敗談」や、店立てを城攻めに例え、伊勢屋を襲撃してやると息巻く楠先生など大爆笑の連続となっている。
元々が長い話なので、通常、彼が『三軒長屋』を演じる際は前後篇に分けるか、別の噺家とのコラボレーション（3代目金馬などの記録がある）とし、前篇のみを演じることが多かった。
志ん生はこの噺のオチを「アッと驚くもの」と表現しており、そこに至るまでのあおりも絶妙なものであった。

## 主な演者

### 物故者
- 4代目橘家圓喬
- 5代目古今亭志ん生
- 6代目三遊亭圓生
- 3代目三遊亭金馬
- 3代目古今亭志ん朝

### 現役
- 4代目柳亭市馬
- 柳家一琴
- 4代目隅田川馬石